# Marcello (prefetto del pretorio)
Marcello (latino: Marcellus; fl. 441-443) è stato un prefetto romano svolse il ruolo di Prefetto del pretorio delle Gallie.
La sua magistratura è attestata da un'iscrizione (CIL XII, 5336) ritrovata a Narbona in cui si dice che Marcello convinse il vescovo locale, Rustico, a ricostruire una chiesa distrutta da un incendio, fornendogli manodopera e denaro per i lavori.
Poiché l'inizio dei lavori è indicato al 13 ottobre 441 e si dice che andarono avanti fino al 443, è probabile che Marcello fosse Prefetto sin dall'inizio.